# NGC 3540
NGC 3540 este o galaxie lenticulară situată în constelația Ursa Mare. A fost descoperită în 11 martie 1831 de către John Herschel. Se află la o distanță de 93,61 de megaparseci de Pământ.